# Casco Viejo (Parla)
El Casco Viejo  de Parla o Casco histórico de Parla, es el barrio más antiguo de la localidad madrileña de Parla situado en el distrito Noroeste de la ciudad.

## Urbanismo
El casco viejo de Parla es el núcleo donde se empezó a formar Parla, a partir del camino real de Toledo a Madrid, por ello es la zona más antigua e histórica del municipio, donde todavía queda alguna casa de los siglos pasados en pie, la zona limita entre el ayuntamiento, donde se encuentra la casa de recreo de Bartolomé Hurtado conocida como casa grande construida en el siglo XVII, desde allí se extiende hacia el norte y el centro del municipio, donde se empezaron a crear nuevos barrios allá por los años 60 como el barrio de San Nicolás, la colonia García Garrido y el barrio de San Ramón.

### Callejero
El nombre de las calles del casco viejo, no hacen una referencia genérica, se limita con la zona centro y comparte algunas calles que atraviesan barrios cercanos. Cuando entró la constitución española en 1979 en la etapa del primer mandato, se cambiaron el nombre de algunas calles y signos que tenían relación con el franquismo como es el caso de las calles General Varela y General Yagüe, las cuales serían renombradas para eliminar del municipio todo recuerdo de aquella época, así como la AV. del Generalísimo, que paso a llamarse Calle Real, ya que en el pasado fue el Camino Real (de Toledo a Madrid), recuperando un nombre tradicional. La estructura de las calles actualmente es el siguiente:
- Calles del Casco Antiguo
  - C/ la Fuente
  - C/ Arena
  - C/ Empedrado
  - C/ de la Iglesia
  - C/ la Sal
  - C/ Fomento
  - C/ Del Hospital
  - C/ Soledad
  - C/ Hoyos
  - C/ San Blas
  - C/ La Sierra
  - C/ Fuenlabrada (La parte que llega desde el ayuntamiento hasta la iglesia Justo y Pastor, situada donde antiguamente estaba el viejo cementerio municipal).

### Parques urbanos
Cuenta con zonas ajardinadas, plazas y algún pequeño parque.

### Cultura
Antiguamente la zona histórica contaba con varios cines, concretamente un total de tres, algunos edificios desaparecieron como el cine del pozo, mientras que otros actualmente son utilizados dando otra clase de servicios muy diferentes como es el caso del más destacado el cine María Elena. 
También se encuentra dentro del Casco antiguo la Iglesia de Nuestra señora de la Asunción